# CBA (distribution)
Pour les articles homonymes, voir CBA.
CBA (en forme longue : CBA Kereskedelmi Kft.) est une enseigne hongroise de grande distribution fondée en 1992. La société est implantée dans onze pays, essentiellement les Balkans et l'Europe centrale.

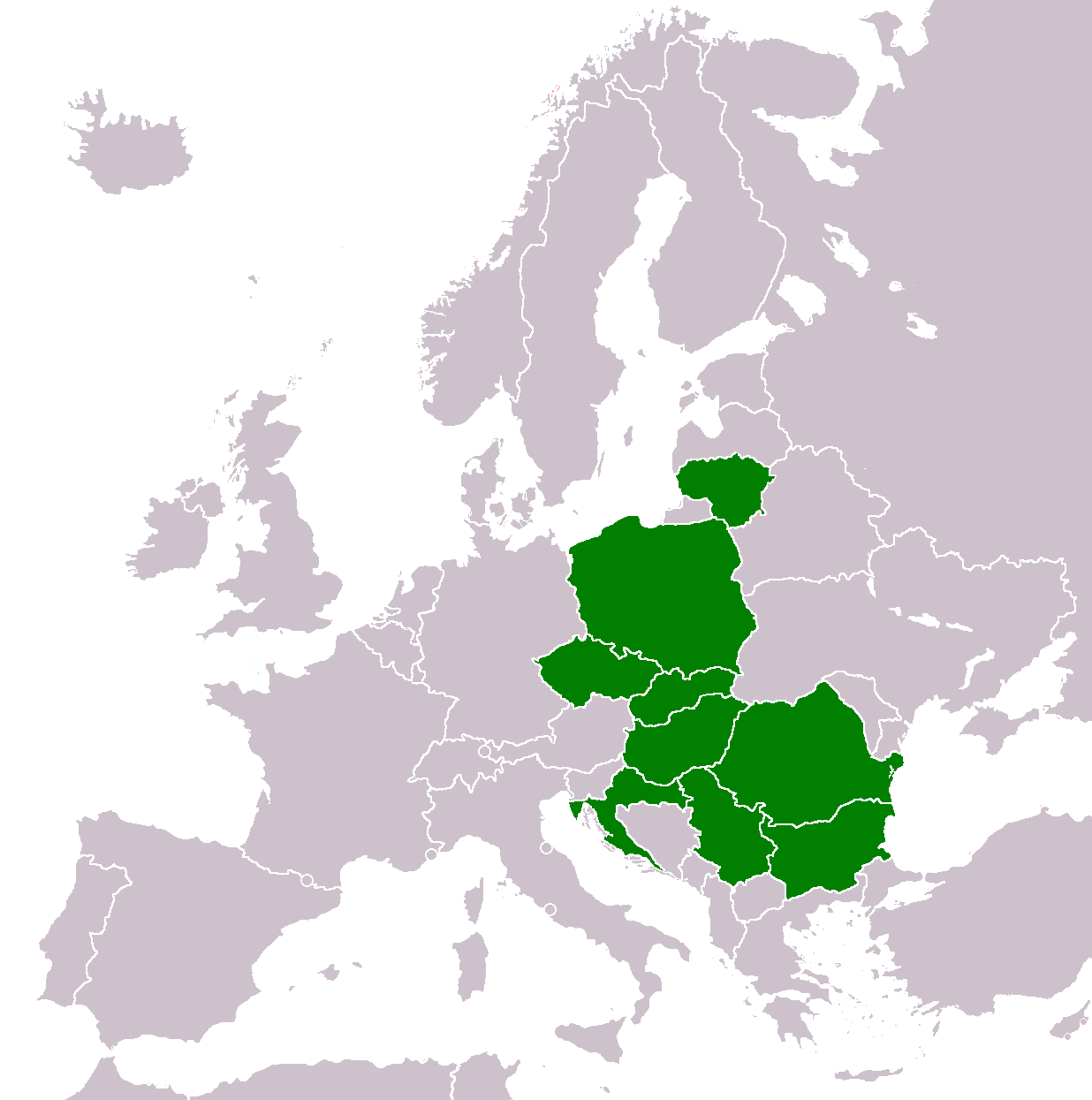